# Ivan Davidov
Ivan Alekszandrov Davidov (bolgárul: Иван Александров Давидов, Szófia, 1943. október 5. – Szófia, 2015. február 19.) bolgár válogatott labdarúgó.
A bolgár válogatott tagjaként részt vett az 1966-os és az 1970-es világbajnokságon.

## Sikerei, díjai
Szlavija Szofija
- Bolgár kupa (3): 1962–63, 1963–64, 1965–66